# Saitenkurbel

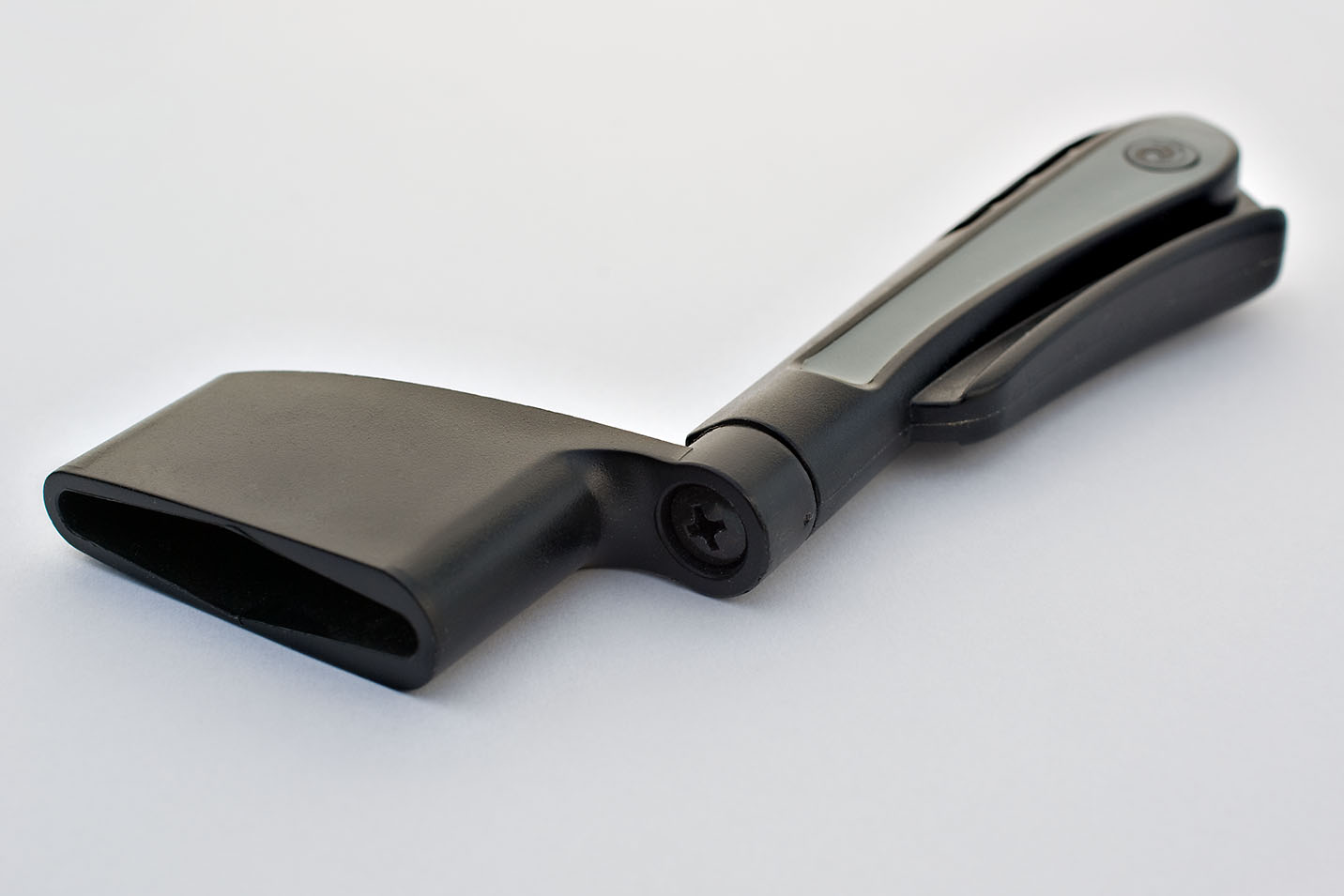
Eine Saitenkurbel für E-Bässe

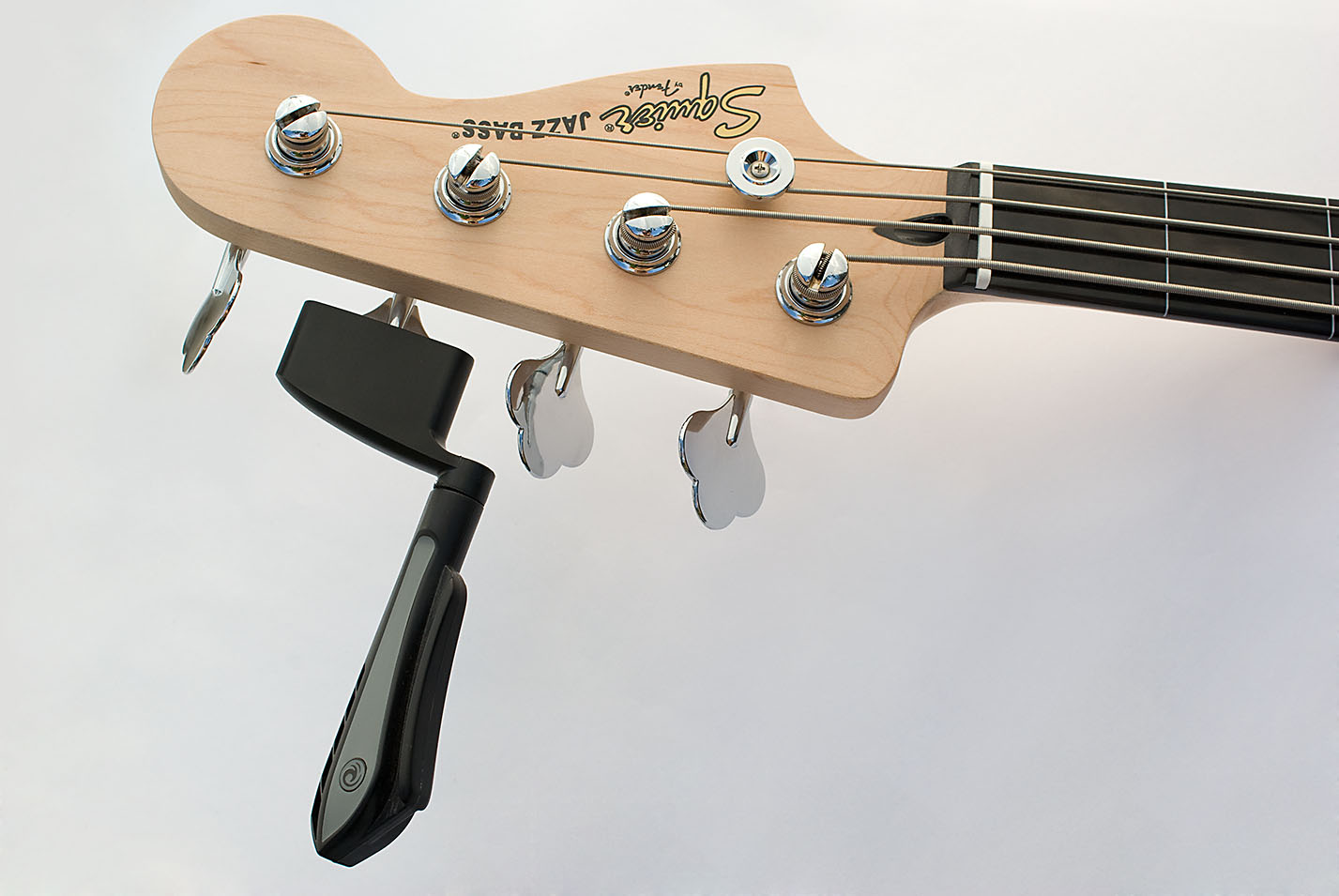
Anwendung der Saitenkurbel

Eine Saitenkurbel ist ein Zubehörteil zum Aufziehen von Saiten bei bestimmten  Saiteninstrumenten.

## Funktion
Die Saitenkurbel kommt zum Beispiel bei Gitarren, bei denen der obere Teil der Saite um einen Wirbel gewickelt wird, zum Einsatz. Bei der Gitarre ist der eigentliche Wickeldorn, der die Saite hält, mit dem Wirbel über eine Mechanik verbunden, die durch eine Übersetzung ein feinfühliges Stimmen der Saite ermöglicht. Beim Saitenwechsel hingegen muss der Wickeldorn mehrere volle Umdrehungen ausführen, um die Saite sicher zu fixieren; hier wirkt die Übersetzung hinderlich. Die Saitenkurbel gleicht diesen Nachteil aus. Sie wird zum Saitenwechsel auf den Wirbel aufgesteckt und ermöglicht gegenüber der reinen Fingerbetätigung am Wirbel ein deutlich schnelleres Drehen.
In der Regel werden kleine Handkurbeln verwendet; es gibt jedoch auch Saitenkurbeln, die von einem kleinen Elektromotor angetrieben werden.